# Guido Leoni (Drehbuchautor)
Guido Leoni (* 25. Oktober 1920 in Verona; † 1. Dezember 1998 in Rom) war ein italienischer Drehbuchautor und Filmregisseur.

## Leben
Leoni begann bereits während seines Jurastudiums mit dem Schreiben von Hörspielen und Beiträgen für Rundfunksendungen. Für das Kino schrieb er 1949 sein erstes Drehbuch. 1952 arbeitete er für Carlo Ludovico Bragaglias L’eroe sono io, wobei eine lang anhaltende Zusammenarbeit mit dem Schauspieler Renato Rascel ihren Anfang nahm. Mit ihm arbeitete er in den Folgejahren meist für Radio und Fernsehen, drehte aber auch zwei Kinofilme. Gegen Ende der 1960er Jahre nahm Leonis quantitative Beteiligung sowohl an Drehbüchern wie auch die Inszenierung einiger Filme deutlich zu, bis er 1977 mit La casa sul lago seinen letzten Film drehte.
Ein Künstlername Leonis' lautete Robert Bradley.

## Filmografie (Auswahl)

### Drehbuch
- 1952: L’eroe sono io
- 1968: Carrera – Das Geheimnis der blonden Katze (El magnifico Tony Carrera)
- 1968: El Zorro
- 1970: Dein Leben ist keinen Dollar wert (Veinte pasos para la muerte)
- 1974: Amore libero – Free Love

### Regie
- 1957: Rascel fi-fi
- 1958: Rascel marine
- 1969: Kreuzfahrt des Grauens (Ore di terrore)